# Acide benzoquinonetétracarboxylique
L'acide benzoquinonetétracarboxylique est un acide carboxylique de formule C10H4O10 ou (C6O2)(-(CO)OH)4 qui correspond à la 1,4-benzoquinone substituée par quatre groupes carboxyle, -(CO)OH.
Par perte de ses quatre protons, cet acide est attendu former un anion tétracarboxylate de formule C10O104−, un oxocarbone anionique c'est-à-dire consisté uniquement d'atomes de carbone et d'oxygène. Les anions résultants d'une perte de un à trois protons sont les trihydrogéno-, C10H3O10−, dihydrogéno-, C10H2O102− et hydrogéno, C10HO103− -benzoquinonetétracarboxylate. Les mêmes noms sont utilisés pour identifier les esters correspondants.
Par retrait de deux molécules d'eau, cet acide donne le dianhydride 1,4-benzoquinonetétracarboxylique, C10O8, un oxyde de carbone.
L'acide benzoquinonetétracarboxylique peut être obtenu du durène (1,2,4,5-tétraméthylbenzène) via les acides dinitropyromellitique et diaminopyromellitique,,.